# Active electronically scanned array
La tecnologia radar AESA o Active electronically scanned array consiste in un radar a scansione elettronica, tecnologia che consente di utilizzare una matrice di moduli radar miniaturizzati per dirigere il raggio di scoperta elettronicamente, invece di puntare fisicamente l’antenna radar verso un obiettivo. 
I radar possono eseguire anche più compiti contemporaneamente, per esempio effettuare sorveglianza marittima e allo stesso tempo monitorare le condizioni atmosferiche lungo la rotta dell’aereo.
Un radar AESA (Active Electronically Scanned Array) è una tecnologia radar avanzata che utilizza una matrice di antenne, ciascuna dotata di un proprio trasmettitore e ricevitore, per generare e ricevere segnali radar. A differenza dei radar tradizionali a scansione meccanica, che ruotano fisicamente per orientare il fascio radar, i radar AESA eseguono la scansione elettronica, modificando la direzione del fascio attraverso la variazione delle fasi del segnale nei singoli elementi dell'array. Questo permette una scansione molto più rapida e flessibile, senza movimenti fisici, consentendo al radar di "puntare" il fascio in direzioni diverse in modo rapido e preciso. Grazie a questa capacità, è possibile tracciare simultaneamente più obiettivi, migliorando notevolmente la capacità di monitoraggio e la precisione rispetto ai sistemi radar tradizionali.
Come funziona
Un radar AESA è costituito da un array di migliaia di piccoli trasmettitori e ricevitori, disposti in una griglia. Ogni elemento dell'array emette e riceve segnali in modo indipendente, consentendo un controllo estremamente preciso della direzione del fascio radar. Questo sistema di scansione elettronica elimina la necessità di movimenti meccanici, permettendo al radar di adattarsi in tempo reale a diverse situazioni operative. Poiché ogni elemento può operare autonomamente, un radar AESA è in grado di tracciare simultaneamente più obiettivi, migliorando notevolmente l'efficienza rispetto ai radar tradizionali.

## Vantaggi principali
1. Velocità e reattività: Poiché non ci sono movimenti meccanici, un radar AESA può cambiare direzione in frazioni di secondo, permettendo di rilevare e tracciare rapidamente oggetti in movimento. Questo è particolarmente utile in situazioni di combattimento o in scenari con minacce multiple.
2. Affidabilità: Ogni singolo elemento dell'array è autonomo, il che significa che un guasto in uno degli elementi non compromette l'intero sistema radar. Questo aumenta la robustezza e la durata operativa rispetto ai radar tradizionali.
3. Maggiore capacità di tracciamento: Grazie alla capacità di operare con scansione elettronica, un radar AESA può monitorare e tracciare simultaneamente più obiettivi, anche in ambienti complessi, come quelli di difesa aerea e navale.
4. Resistenza al jamming: Poiché il segnale radar è distribuito tra migliaia di trasmettitori, un attacco di jamming (disturbo elettronico) è meno probabile che colpisca l'intero sistema, aumentando la resistenza del radar in scenari di guerra elettronica.
5. Maggiore efficienza energetica: Poiché l'elettronica a stato solido viene utilizzata in ogni elemento, i radar AESA tendono a essere più compatti ed efficienti dal punto di vista energetico, rispetto ai radar più tradizionali con sistemi a tubi a vuoto.

## Applicazioni
I radar AESA sono utilizzati in una varietà di applicazioni avanzate:
- Militare: I radar AESA sono fondamentali in aviazione militare, dove vengono montati su aerei da combattimento (come il F-35) per migliorare la sorveglianza e il tracciamento degli obiettivi. Vengono utilizzati anche su navi da guerra per la difesa contro minacce aeree e missilistiche.
- Difesa aerea: Questi radar sono impiegati in sistemi di difesa aerea, dove la capacità di rilevare e tracciare obiettivi multipli in tempo reale è cruciale per intercettare missili e velivoli nemici.
- Civile: Oltre agli usi militari, i radar AESA sono utilizzati in applicazioni civili, come nel monitoraggio del traffico aereo e nelle previsioni meteorologiche, dove è importante avere una visione dettagliata e in tempo reale delle condizioni atmosferiche.

## Struttura e componenti
Il cuore di un radar AESA è l’array di antenne, che può essere una superficie piatta o curvata. Ogni antenna è integrata con un trasmettitore e un ricevitore. I segnali radar sono generati e modulati da un sistema elettronico che regola la fase e l'ampiezza di ciascun elemento in modo preciso. L'array può essere costruito con materiali a stato solido, che riducono i guasti meccanici e migliorano l'affidabilità complessiva.

## Vantaggi rispetto ai radar PESA e a scansione meccanica
I radar PESA (Passive Electronically Scanned Array) usano un solo trasmettitore centrale che distribuisce il segnale a tutti gli elementi dell'array. Questo limita le prestazioni rispetto a un radar AESA, dove ogni elemento è autonomo e in grado di trasmettere e ricevere segnali indipendentemente. Il radar AESA ha così una maggiore potenza, flessibilità e capacità di tracciamento multi-obiettivo.
Rispetto ai radar a scansione meccanica, che ruotano fisicamente per cambiare la direzione del fascio, i radar AESA non hanno parti mobili, eliminando il rischio di usura meccanica e migliorando la velocità di risposta. Inoltre, la scansione elettronica consente di gestire obiettivi ad alta velocità e con angoli di traiettoria variabili in modo più preciso.

## Sfide e limitazioni
Nonostante i numerosi vantaggi, i radar AESA presentano alcune sfide:
- Costo elevato: La tecnologia avanzata e la precisione richiesta per costruire un radar AESA comportano costi significativi, sia in fase di progettazione che di produzione.
- Gestione termica: La grande quantità di energia generata dai numerosi trasmettitori richiede sistemi avanzati di raffreddamento per prevenire il surriscaldamento dei componenti elettronici.
- Progettazione complessa: Progettare un radar AESA richiede l’integrazione di molti moduli elettronici in un’unica matrice, il che può risultare tecnicamente impegnativo.

In sintesi, i radar AESA rappresentano un enorme passo avanti rispetto ai sistemi radar tradizionali, con prestazioni superiori in termini di velocità, affidabilità e capacità di monitorare simultaneamente più obiettivi. Sebbene siano più costosi e complessi da realizzare, i vantaggi offerti in scenari di alta tecnologia giustificano l'adozione di questa tecnologia, soprattutto in ambito militare e in applicazioni avanzate.